# Fårikål
Fårikål er en madret af fåre- eller lammekød, hvidkål og hel sort peber, der koges i en gryde. Nogle gange bruges der hvedemel til at jævne retten. Den serveres med kogte kartofler.
I 2009 var forbruget af lam 5,7 kg pr. person i Norge, hvor en stor del gik til fårikål.
Lytterne af radioprogrammet Nitimen kårede fårikål som nationalret i 1970'erne.
For at promovere fårikål indstiftet Opplysningskontoret for kjøtt fårikålens dag i 1997. Kontorets reklame- og informationsvirksomhed omfatter også den fiktive foreningen "Fårikålens venner".